# Clyde Cowan
Clyde Lorrain Cowan (Detroit, 6 dicembre 1919 – Bethesda, 24 maggio 1974) è stato un fisico statunitense, scopritore del neutrino nel 1956 assieme a Frederick Reines.

## Biografia
Si laureò nel 1940 in ingegneria chimica alla "Missouri School of Mines and Metallurgy".
Partecipò alla seconda guerra mondiale nella U.S. Air Force col grado di capitano.
Nel 1951 cominciò a lavorare al Los Alamos National Laboratory, dove conobbe Fred Reynes, iniziando con lui le ricerche sul neutrino. Scoprirono questa particella nel 1956 alla "Savannah River Plant" di Augusta, in Georgia.
Nel 1957 divenne professore di Fisica alla George Washington University di Washington. L'anno successivo si trasferì alla Catholic University of America nella stessa città.
Nel 1995 Frederick Reines ricevette il Premio Nobel per la fisica, anche a suo nome, per la scoperta del neutrino.
Fu consulente di diversi enti scientifici, tra cui la United States Atomic Energy Commission e la Smithsonian Institution.